# Bolg
Bolgr är en bebyggelse i Värö socken och Stråvalla socken i Varbergs kommun, Hallands län. SCB avgränsade här 2023 en småort.